# Campeonato Sudamericano de Clubes de Voleibol Masculino de 2018
El Campeonato Sudamericano de Clubes de Voleibol Masculino de 2018 fue la décima edición del torneo de voleibol masculino más importante a nivel de clubes en Sudamérica desde su reanudación. El torneo comenzó el 27 de febrero y finalizará el 3 de marzo de 2018 y tuvo por sede la ciudad de Montes Claros (Brasil).
El equipo campeón disputa el Campeonato Mundial de Clubes de la FIVB.

## Equipos participantes
- Personal Bolívar, campeón argentino.
- Lomas Vóley, ganador del torneo presudamericano.
- Club Thomas Morus
- Sada Cruzeiro, campeón defensor, campeón brasilero.
- Montes Claros Vôlei, equipo local.
- Club Peerless

Fuente: somosvoley.com.

## Modo de disputa
El campeonato se juega en dos fases, la fase de grupos y las eliminatorias. En primera instancia, los equipos se dividen en dos grupos, A y B, donde los equipos se enfrentan los unos a los otros. Los dos mejores equipos de cada grupo avanzan a la segunda fase, de eliminatorias. 
Los equipos ubicados en las terceras posiciones de cada grupo se enfrentan para determinar el quinto puesto, mientras que los últimos de grupo se enfrentan por el séptimo puesto.
Los mejores cuatro equipos se enfrentan en la segunda fase, donde el primero de un grupo se enfrenta al segundo del otro. Los dos ganadores avanzan a la final mientras que los perdedores disputan el tercer puesto.

## Primera fase

### Grupo A
| Pos. | Equipo              | Pts | PG | PP | SG | SP | PG  | PP  |
| ---- | ------------------- | --- | -- | -- | -- | -- | --- | --- |
| 1.°  | Sada Cruzeiro       | 6   | 2  | 0  | 6  | 1  | 169 | 136 |
| 2.°  | Montes Claros Vôlei | 3   | 1  | 1  | 3  | 3  | 134 | 122 |
| 3.°  | Club Peerless       | 0   | 0  | 2  | 1  | 3  | 124 | 169 |

|  | Clasificados a semifinales. |

| 27 de febrero, 20:30 (UTC–3:00) | Montes Claros Vôlei | 3 - 0                           | Club Peerless | Ginásio Municipal Tancredo Neves, Montes Claros |  |
|                                 |                     | ( 25-15, 25-15, 25-17 ) Reporte |               |                                                 |  |

| 28 de febrero, 20:30 (UTC–3:00) | Sada Cruzeiro | 3 - 0                           | Montes Claros Vôlei | Ginásio Municipal Tancredo Neves, Montes Claros |  |
|                                 |               | ( 25-22, 25-15, 25-22 ) Reporte |                     |                                                 |  |

| 1 de marzo, 18:30 (UTC–3:00) | Sada Cruzeiro | 3 - 1                                  | Club Peerless | Ginásio Municipal Tancredo Neves, Montes Claros |  |
|                              |               | ( 25-18, 19-25, 25-15, 25-19 ) Reporte |               |                                                 |  |

### Grupo B
| Pos. | Equipo           | Pts | PG | PP | SG | SP | PG  | PP  |
| ---- | ---------------- | --- | -- | -- | -- | -- | --- | --- |
| 1.°  | Lomas Vóley      | 5   | 2  | 0  | 6  | 2  | 315 | 169 |
| 2.°  | Personal Bolívar | 4   | 1  | 1  | 5  | 3  | 283 | 240 |
| 3.°  | Thomas Morus     | 0   | 0  | 2  | 0  | 6  | 126 | 151 |

|  | Clasificados a semifinales. |

| 27 de febrero, 18:30 (UTC–3:00) | Personal Bolívar | 3 - 0                           | Thomas Morus | Ginásio Municipal Tancredo Neves, Montes Claros |  |
|                                 |                  | ( 25-23, 25-16, 26-24 ) Reporte |              |                                                 |  |

| 28 de febrero, 18:30 (UTC–3:00) | Lomas Vóley | 3 - 0                           | Thomas Morus | Ginásio Municipal Tancredo Neves, Montes Claros |  |
|                                 |             | ( 25-19, 25-21, 25-23 ) Reporte |              |                                                 |  |

| 1 de marzo, 20:30 (UTC–3:00) | Personal Bolívar | 2 - 3                                         | Lomas Vóley | Ginásio Municipal Tancredo Neves, Montes Claros |  |
|                              |                  | ( 20-25, 28-26, 25-23, 21-25, 12-15 ) Reporte |             |                                                 |  |

## Segunda fase
Los horarios corresponden al huso horario de Brasil en verano, UTC–3.
|  | Semifinales         | Semifinales |             |               | Final               | Final        |  |
|  |                     |             |             |               |                     |              |  |
|  |                     |             |             |               |                     |              |  |
|  | Sada Cruzeiro       | 3           |             |               |                     |              |  |
|  | Sada Cruzeiro       | 3           |             |               |                     |              |  |
|  | Personal Bolívar    | 0           |             |               |                     |              |  |
|  | Personal Bolívar    | 0           |             | Sada Cruzeiro | 3                   |              |  |
|  |                     |             |             | Sada Cruzeiro | 3                   |              |  |
|  |                     |             | Lomas Vóley | 0             |                     |              |  |
|  | Lomas Vóley         | 3           | Lomas Vóley | 0             |                     |              |  |
|  | Lomas Vóley         | 3           |             |               |                     |              |  |
|  | Montes Claros Vôlei | 1           |             |               | Tercer lugar        | Tercer lugar |  |
|  | Montes Claros Vôlei | 1           |             |               | Tercer lugar        | Tercer lugar |  |
|  |                     |             |             |               |                     |              |  |
|  |                     |             |             |               | Personal Bolívar    | 1            |  |
|  |                     |             |             |               | Personal Bolívar    | 1            |  |
|  |                     |             |             |               | Montes Claros Vôlei | 3            |  |
|  |                     |             |             |               | Montes Claros Vôlei | 3            |  |
|  |                     |             |             |               |                     |              |  |

|  | Quinto puesto     |   |  |
|  |                   |   |  |
|  | Club Peerless     | 3 |  |
|  | Club Peerless     | 3 |  |
|  | Club Thomas Morus | 1 |  |
|  | Club Thomas Morus | 1 |  |

### Semifinales
| 2 de marzo, 20:30 (UTC–3:00) | Lomas Vóley | 3 - 1                                  | Montes Claros Vôlei | Ginásio Municipal Tancredo Neves, Montes Claros |  |
|                              |             | ( 25-21, 25-15, 21-25, 25-22 ) Reporte |                     |                                                 |  |

| 2 de marzo, 18:30 (UTC–3:00) | Sada Cruzeiro | 3 - 0                           | Personal Bolívar | Ginásio Municipal Tancredo Neves, Montes Claros |  |
|                              |               | ( 25-19, 33-31, 25-16 ) Reporte |                  |                                                 |  |

### Quinto puesto
| 2 de marzo, 16:30 (UTC–3:00) | Club Peerless | 3 - 1                                  | Thomas Morus | Ginásio Municipal Tancredo Neves, Montes Claros |  |
|                              |               | ( 19-25, 25-21, 25-23, 25-23 ) Reporte |              |                                                 |  |

### Tercer puesto
| 3 de marzo, 18:30 (UTC–3:00) | Montes Claros Vôlei | 3 - 1                                  | Personal Bolívar | Ginásio Municipal Tancredo Neves, Montes Claros |  |
|                              |                     | ( 26-28, 25-23, 25-23, 25-15 ) Reporte |                  |                                                 |  |

### Final
| 3 de marzo, 20:30 (UTC–3:00) | Lomas Vóley | 0 - 3                           | Sada Cruzeiro | Ginásio Municipal Tancredo Neves, Montes Claros |  |
|                              |             | ( 19-25, 18-25, 20-25 ) Reporte |               |                                                 |  |

## Posiciones finales
| Pos.              | Equipo              |
| ----------------- | ------------------- |
| Medalla de oro    | Sada Cruzeiro       |
| Medalla de plata  | Lomas Vóley         |
| Medalla de bronce | Montes Claros Vôlei |
| 4.°               | Personal Bolívar    |
| 5.°               | Peerless            |
| 6.°               | Thomas Morus        |

|  | Clasificado al Mundial de Clubes de la FIVB de 2018 |

| Campeón Sudamericano de Clubes |
| ------------------------------ |
| Sada Cruzeiro Quinto título    |